# 미나모토노 요시히라
미나모토노 요시히라(일본어: 源義平)는 헤이안 시대 말기의 무장이다. 미나모토노 요시토모의 장남으로서 미나모토노 요리토모·요시쓰네 형제에게 이복형에 해당한다. 통칭은 가마쿠라 아쿠겐타(鎌倉悪源太), 아쿠겐타(悪源太), 가마쿠라 겐타(鎌倉源太) 등으로 불린다. 외조부는 미우라 요시아키(三浦義明)라는 설이 있다. 아쿠(悪)는 '용맹함', '기량이 뛰어남'의 의미로 쓰인다.

## 요시히라의 입장
당시 일본 궁정 사회에서 군사 귀족으로써 두각을 나타내던 미나모토노 요시토모의 맏아들이라고 해도, 손아랫동생인 도모나가가 이미 호겐 4년(1159년) 니조 천황의 중궁(훗날의 다카마쓰인)의 종5위하 중궁대부진(中宮大夫進), 요리토모도 호겐 3년(1158년) 황후궁소진(皇后宮少進)에 임명되었던 것과 달리 요시히라는 조정으로부터 어떤 관위를 얻었다는 기록이 남아 있지 않다. 이 점에서 요시히라는 요시토모의 맏아들이라고는 해도 적자(嫡子)로 취급되지는 않았던 것으로 보인다. 이는 요시히라 자신의 생모의 신분과 크게 관계가 있다고 보는 것이 타당하다.

## 같이 보기
- 헤이지의 난
- 헤이지 이야기